# Louis Baudin
Louis Baudin (geb. 2. Mai 1887 in Brüssel; gest. 27. April 1964 in Paris) war ein belgisch-französischer Wirtschaftswissenschaftler und Schriftsteller, der internationalen Ruf auf dem Gebiet des Geld- und Kreditwesens und der Preiswirtschaft genoss. Zu Klassikern wurden seine Schriften über die Inkas in Peru.

## Leben und Werk
Louis Baudin wurde 1887 in Brüssel als Sohn französischer Eltern geboren. Er studierte und promovierte als Jurist in Paris. Während des Ersten Weltkrieges wurde er schwer verletzt, was einen mehrjährigen Krankenhausaufenthalt zur Folge hatte. 1922 wurde er Professor der Juristischen Fakultät in Dijon. 1937 wechselte er an die Sorbonne. Er war auch Professor an der École des Hautes Études Commerciales, Mitglied der Académie des sciences morales et politiques, Präsident der Association française de science politique und Vizepräsident des Association Internationale de Science Économique. Sein Forschungsschwerpunkt war die Wirtschafts- und Finanzgeschichte unter Einschluss der Theorien der Planwirtschaft und der Elitenforschung. 
Ein Aufenthalt in Ecuador und Berichte spanischer Chronisten des 16. und 17. Jahrhunderts führten zu seinen Forschungen über den Staat der Inka. Er beschrieb als erster, wie die Ökonomie des Inkareichs nach festen planwirtschaftlichen Regeln funktionierte und welche Kontrollsysteme zur Einhaltung der Regeln entwickelt wurden, sah diese Wirtschaftsstruktur aber nicht als durch dienaturräumlichen Bedingungen der Anden determiniert an. 
Seine Schriften, für die er auch die erst 1908 aufgefundene Chronik des Waman Puma de Ayala und andere alte Bildquellen auswertete, befassten sich auch mit der extrem hierarchischen bzw. dualistischen Sozialstruktur, der Architektur, dem Straßenbau, dem Militär und der Wissenschaft und Kunst der Inka. Sie fanden Aufnahme in berühmten Buchreihen wie (La vie quotidienne, rde, Manesse Bibliothek der Weltgeschichte).
Als Vertreter wirtschaftsliberaler Ideen und Mitglied der Mont Pèlerin Society war Baudin persönlich ein Gegner der Planwirtschaft und des Sozialismus.

## Publikationen (Auswahl)
- La Législation fiscale espagnole (contributions directes et indirectes de l’État moins les douanes), thèse pour le doctorat, 1910
- La révolution de 1911–1912 en Équateur, Revue des études historiques. 1925
- L’Empire socialiste des Inka, Université de Paris, Travaux et Memoires de L’Institut D’Ethnologie, V. Institut d’Ethnologie, 1928
- La Vie de François Pizarre, 1930
- Qu’est-ce que le crédit ? L’essor du crédit au XIXe siècle. L’ébranlement du crédit au XXe siècle.. La crise actuelle, Aubier, Paris 1934
- La Monnaie et la formation des prix, 1936
- L’Utopie soviétique, 1937
- La Monnaie. Ce que tout le monde devrait en savoir, Libr. de Médicis, 1938 (Les problèmes contemporaines; 1).
- La Réforme du crédit : deux conférences données au Conservatoire national des Arts et Métiers, 1938
- Le Système non règlementé des relations économiques internationales, source de paix ou de guerre ?, 1939
- Le Mécanisme des prix : trois conférences données à l’Institut supérieur des sciences économiques et financières de Lisbonne, 1940
- Le Corporatisme, Italie, Portugal, Allemagne, Espagne, France, Paris, Libraire generale de droit et de jurisprudence 1942
- Études sur l’économie dirigée. I. L’Économie dirigée à la lumière de l’expérience américaine, Paris, Librairie générale de droit et de jurisprudence 1941, Collection d’études économiques, sous la direction de Louis Baudin, vol. 11 1941
- Études sur l’économie dirigée. II. La Consommation dirigée en France en matière d’alimentation, 1942
- Essais sur le socialisme. I. Les Incas du Pérou, 1942 Online-Teilansicht (mit einer Bibliographie seiner lateinamerikanischen Arbeiten)
- Précis d’histoire des doctrines économiques, conforme au programme de la partie générale du diplôme d’études supérieures d’économie politique de la Faculté de droit de Paris, Les Editions Domat-Montchrestien, Paris 1942
- Manuel d’économie politique, 2 vol., 1942–1944
- Esquisse de l’économie française sous l’occupation allemande, 1945
- Frédéric Le Play, 1806–1882. Textes choisis et préface par Louis Baudin, 1947 (Hrsg.)
- L’Aube d’un nouveau libéralisme, 1953
- La vie quotidienne au temps des derniers Incas, Paris: Hachette  1955
  - Deutsche Ausgabe: So lebten die Inkas vor dem Untergang des Reiches. Stuttgart. Deutsche Verlags-Anstalt, 1957; überarbeitete Ausgabe: Das Leben der Inka. Die Andenregion am Vorabend der spanischen Eroberung. (Manesse Bibliothek der Weltgeschichte) Zürich : Manesse-Verl., 1987
- Frédéric Bastiat, 1962
- Une théocratie socialiste: l’état jesuite du Paraguay. Paris: M.-T. Genin, 1962
- Der sozialistische Staat der Inka. Hamburg : Rowohlt, 1956. rde
- Die Theorie der Eliten. [Zürich] : [Gesellschaft Schweizer Monatshefte], 1952
- Masse und Demokratie. Aufsätze von Louis Baudin, Jean-Baptiste Duroselle u. a. Geleitw. von Albert Hunold. Erlenbach-Zürich ; Stuttgart : Rentsch 1957 (Volkswirtschaftliche Studien für das Schweizerische Institut für Auslandforschung, Bd. 5)